# Tetragonotheca repanda
Tetragonotheca repanda là một loài thực vật có hoa trong họ Cúc. Loài này được (Buckley) Small miêu tả khoa học đầu tiên năm 1903.